# Ludwik Wiśniewski (duchowny)
Ludwik Wiśniewski OP, właśc. Marian Wiśniewski (ur. 25 października 1936 w Skierbieszowie) – polski duchowny rzymskokatolicki, dominikanin, duszpasterz akademicki, rekolekcjonista, działacz opozycji antykomunistycznej w PRL.

## Życiorys

### Działalność duszpasterska w PRL
W 1952 wstąpił do zakonu dominikanów, a 15 czerwca 1961 przyjął święcenia kapłańskie. W latach 1963–1966 został pierwszy raz duszpasterzem akademickim w Gdańsku. Następnie studiował na Akademii Teologii Katolickiej w Warszawie (1966–1968).
W 1968 powrócił do Gdańska i do 1972 prowadził tam ponownie duszpasterstwo akademickie. Organizował w nim spotkania z niezależnymi katolickimi intelektualistami, m.in. z Bohdanem Cywińskim, Andrzejem Wielowieyskim, Tadeuszem Mazowieckim, Józefą Hennelową. Do jego wychowanków należeli m.in. Aleksander Hall, Arkadiusz Rybicki, Maciej Grzywaczewski, Grzegorz Grzelak, Antoni Pawlak, Marian Terlecki.
Od 1972 do 1981 pracował w Lublinie również jako duszpasterz akademicki. Także tam zapraszał znane postacie niezależnych środowisk katolickich, m.in. Bohdana Cywińskiego, Władysława Bartoszewskiego, Tadeusza Mazowieckiego, Stanisława Stommę, Stefana Kisielewskiego, Irenę Sławińską, Wiesława Chrzanowskiego. Wspierał razem ze studentami robotników – ofiary wydarzeń czerwca 1976. W dniach 1–2 grudnia 1978 zorganizował sesję „Katolicyzm–patriotyzm–nacjonalizm”, w której uczestniczyło ok. 300 osób. Do jego lubelskich wychowanków należeli m.in. Bogdan Borusewicz, Janusz Krupski, Marian Piłka.
Od 1981 do 1988 był duszpasterzem akademickim we Wrocławiu. Propagował tam ideę walki „bez przemocy” z komunizmem. W latach 1985–1988 organizował tzw. Tygodnie Społeczne – cykle spotkań propagujące budowanie niezależnych struktur społecznych. W 1986 głośny był jego udział w niemym proteście w centrum Wrocławia w obronie skazanego Władysława Frasyniuka. Członkowie jego duszpasterstwa stworzyli m.in. niezależny samorząd Uniwersytetu Wrocławskiego tzw. Dwunastkę oraz organizowany do dziś Obóz Adaptacyjny dla studentów pierwszych lat w Białym Dunajcu. Wśród jego wrocławskich wychowanków są m.in. Jarosław Obremski i Bożena Szaynok.

### Działalność opozycyjna w PRL
W 1976 wystosował nagłośniony przez Radio Wolna Europa list otwarty do Edwarda Gierka w reakcji na jego twierdzenia, że PRL jest państwem świeckim. Utrzymywał kontakty z Komitetem Obrony Robotników (KOR). W marcu 1977 podpisał „Apel do społeczeństwa polskiego” – pierwszy dokument Ruchu Obrony Praw Człowieka i Obywatela (ROPCiO), a następnie uczestniczył m.in. w I (17–18 września 1977) i III (10 czerwca 1978) spotkaniu ogólnopolskim Ruchu. Był członkiem tzw. Komisji Pięciu, która oceniała zarzuty stawiane wewnątrz Ruchu Leszkowi Moczulskiemu. Bezskutecznie apelował o uniknięcie podziałów w ROPCiO. Wspierał także swoich dawnych gdańskich wychowanków tworzących Ruch Młodej Polski oraz Tymczasowy Komitet Samoobrony Chłopskiej Ziemi Lubelskiej organizowany przez Janusza Rożka.
Jego działalność niezależna została zauważona także przez Stasi. W lutym 1977 został wymieniony wśród 60 polskich opozycjonistów w dokumencie „Rozpoznanie antysocjalistycznych wrogich i negatywnych sił w Polskiej Rzeczypospolitej Ludowej”.

### Działalność w III Rzeczypospolitej
W latach 1988–1990 pracował w Krakowie, gdzie również podjął inicjatywę Tygodni Społecznych, a od 1990 do 1996 w parafii św. Katarzyny Aleksandryjskiej w Sankt Petersburgu. Po powrocie z Rosji mieszkał kolejno w Ustroniu–Hermanicach (1996), Małym Cichem (1996–1998) i Szczecinie (1998–2005). Od 2005 pracuje w Lublinie. Założył tam Akademię „Złota 9”, gdzie znów organizuje spotkania ze znanym osobami publicznymi. W 2010 szeroko komentowano jego list do nuncjusza apostolskiego w Polsce Celestino Migliore zawierający krytykę kondycji struktur Kościoła katolickiego w Polsce oraz propozycję ich naprawy. W 2011 otrzymał Medal świętego Jerzego.

## Ordery i odznaczenia
- Krzyż Wielki Orderu Odrodzenia Polski (2015)[8]
- Krzyż Komandorski Orderu Odrodzenia Polski (2006)
- Medal św. Wojciecha (1998)[9]
- Medal św. Jerzego „Tygodnika Powszechnego” (2011)[10]

## Nagrody i wyróżnienia
- 2011 – tytuł Honorowego Obywatela Gdańska
- 2015 – tytuł Honorowego Obywatela Wrocławia[11]
- 2015 – Nagroda „Pontifici”[12]
- 2015 – Perła Honorowa Polskiej Gospodarki (w kategorii krzewienie polskich tradycji i wartości patriotycznych), przyznana przez redakcję Polish Market[13]
- 2019 – Nagroda im. ks. Józefa Tischnera[14]
- 2020 – Nagroda Orła Jana Karskiego za odwagę serca i sprawiedliwość rozumu w zmaganiach o Kościół i Polskę[15]
- 2020 – tytuł Honorowego Obywatela Lublina[10]